# Kaman (district)
Kaman is een Turks district in de provincie Kırşehir en telt 44.801 inwoners (2007). Het district heeft een oppervlakte van 1253,3 km². Hoofdplaats is Kaman.
De bevolkingsontwikkeling van het district is weergegeven in onderstaande tabel.
| 1997   | 2000   | 2007   |
| ------ | ------ | ------ |
| 66.503 | 60.919 | 44.801 |